# Puccinia punctata
Puccinia punctata Link – gatunek grzybów z rodziny rdzowatych (Pucciniaceae). Grzyb mikroskopijny pasożytujący głównie na roślinach z rodzaju przytulia (Galium. Wywołuje u nich chorobę zwaną rdzą.

## Systematyka i nazewnictwo
Pozycja w klasyfikacji według Index Fungorum: Puccinia, Pucciniaceae, Pucciniales, Incertae sedis, Pucciniomycetes, Pucciniomycotina, Basidiomycota, Fungi.
Synonimy:

- Persooniella asperulae-odoratae (Wurth) Syd. 1922
- Persooniella punctata (Link) Syd. 1922
- Puccinia asperulae-odoratae Wurth 1904
- Puccinia galiorum Link 1825
- Trichobasis galii Castagne 1842
- Uredo galii (Castagne) Berk. 1860

## Morfologia
Jest pasożytem jednodomowym, tzn, że jego cykl życiowy odbywa się na jednym żywicielu. Wytwarza na nim spermogonia, ecja, uredinia i telia.
Grzybnia rozwija się między komórkami porażonej rośliny. Na porażonych liściach tworzą się pomarańczowe plamy. W ich obrębie na obydwu stronach liści powstają spermogonia. Ecja tworzą się w grupach pod spermogoniami na dolnej stronie liści. Są miseczkowate, z białym, zagłębionym brzegiem podzielonym na segmenty. Wewnątrz powstają żółte ecjospory. Później tworzą się jasnobrązowe uredinia i ciemnobrązowe telia. Urediniospory mają 2 pory rostkowe, zazwyczaj na biegunach. Teliospory dwukomórkowe, brązowe, o rozmiarach 14–39 × 21–67 μm. Mają na wierzchołku silnie pogrubioną ścianę i jasnobrązowy trzonek.

## Występowanie
Opisano występowanie Puccinia punctata w Ameryce Północnej i Południowej, Europie, Azji i na Nowej Zelandii.
Wśród gatunków występujących w Polsce żywicielami są: przytulinka krzyżowa (Cruciata laevipes) i wiele gatunków przytulii (Galium): przytulia czepna (G. aparine), przytulia biała (G. mollugo), przytulia wonna (G. odoratum), przytulia blotna (G. palustre), przytulia hercyńska (G. saxatile), przytulia właściwa (G. verum), przytulia sina (G. glaucum), przytulia lepczyca (G. rivale), przytulia okrągłolistna (G. rotundifolium), przytulia fałszywa (G. spurium), przytulia leśna, G. sylvaticum), Galium humifusum, Galium parisiense.

## Gatunki podobne
Trudna do odróżnienia jest Puccinia difformis. Według Gäumanna jedyną zasadniczą różnicą jest to, że P. difformis nie tworzy uredinów. Dodatkowymi różnicami są: tworzenie u P. punctata ecjów w skupiskach, a u P. difformis formowanie teliów na łodygach.